# Cyperus retrorsus
Cyperus retrorsus är en halvgräsart som beskrevs av Alvin Wentworth Chapman. Cyperus retrorsus ingår i släktet papyrusar, och familjen halvgräs. Inga underarter finns listade i Catalogue of Life.